# Rossau ZH
Rossau ist ein Weiler in der nordwestlich gelegenen politischen Gemeinde Mettmenstetten im Bezirk Affoltern des Kantons Zürich in der Schweiz. An Rossau grenzen Knonau, Ebertswil, Hauptikon und Uerzlikon. In dem Weiler gibt es eine Busstation, von der stündlich eine Verbindung nach Mettmenstetten besteht.
Jährlich findet das von dem Sport Club Rossau veranstaltete Grand Prix Rossau Seifenkistenrennen statt.
Das Kloster Engelberg hatte teilweise niedergerichtliche Kompetenzen in Rossau und Obermettmenstetten. Die Gemeinden Rossau, die vor 1798 selbständig gewesen waren, bestanden im 19. Jahrhundert als Zivilgemeinden weiter, bis 1895 Ober- und Untermettmenstetten vereinigt und 1929 sämtliche Zivilgemeinden aufgehoben wurden.